# Easy Virtue (Coward)
Easy virtue est la 16e pièce de théâtre de Noël Coward. Il l'a écrite en 1924 alors qu'il avait 25 ans.
Easy Virtue fut jouée avec succès en 1925 à New York et en 1926 à Londres. Elle a depuis été reprise plusieurs fois et adaptée au cinéma en 1928 (Le passé ne meurt pas d'Alfred Hitchcock) et 2008 (Un mariage de rêve de Stephan Elliott).